# Johnstone
Johnstone (Schots-Gaelisch: Baile Iain) is een stadje in de Schotse council Renfrewshire in het historisch graafschap Renfrewshire ongeveer 4 kilometer ten westen van Paisley en 20 kilometer van Glasgow. Johnstone heeft een populatie van ongeveer 16.000.
Johnstone wordt sinds 1840 bediend door een station op de Ayrshire Coast Line en het stadje ligt aan de A737 naar Paisley en Kilwinning. Deze weg is ook de verbinding met de M8 naar Glasgow. Glasgow International Airport ligt ongeveer 6 kilometer ten noordoosten van Johnstone.
Het stadje is in 1781 gesticht door de bewoners van Johnstone Castle. Er werd gekozen voor een rechthoekig stratenplan met twee pleinen: Houston Square en Ludovic Square. De parochiekerk werd in 1792 gebouwd. De inwoners werkten in de nabijgelegen katoenfabriek. Johnstone kende een groeiende industrie, waaronder staalbedrijven en een papierfabriek.

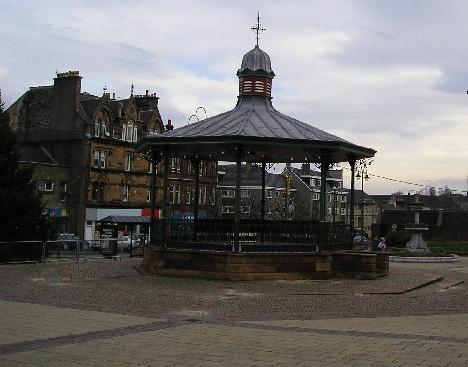
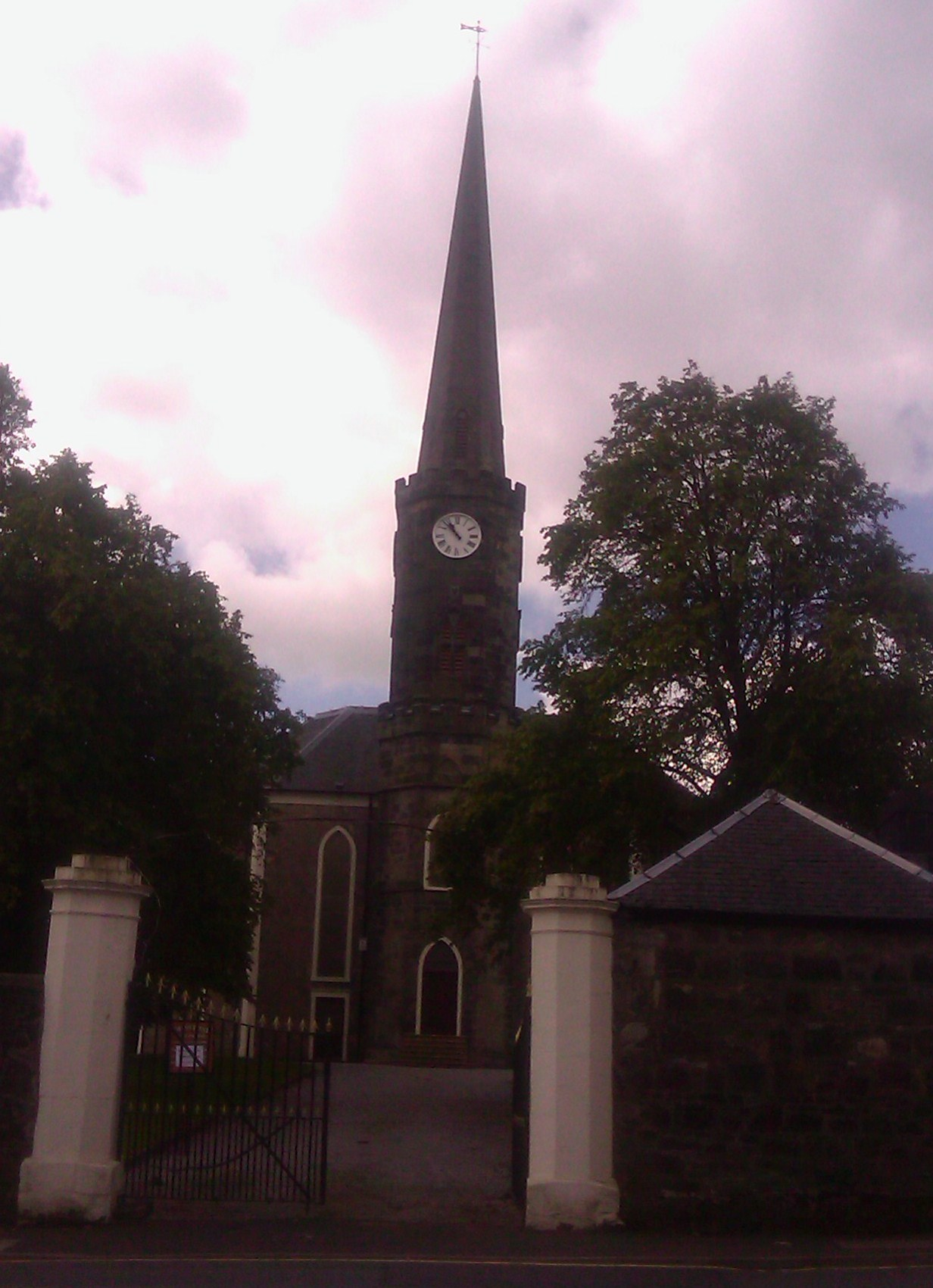
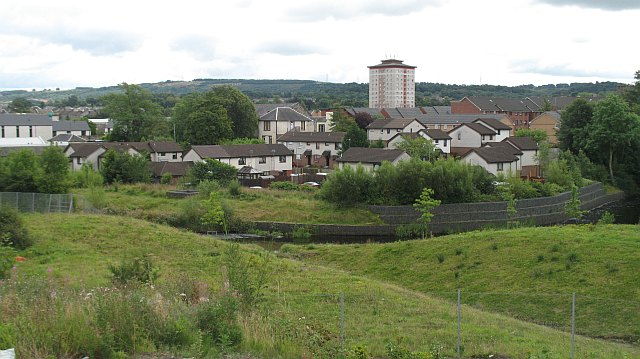

## Geboren
- Daniel McCallum (1815-1878), spoorwegingenieur en managementpionier
- George Reid (1845-1918), politicus en vierde premier van Australië
- John Nelson (1905-1984), voetballer
- John Carlin (1929-2017), acteur
- Jim Leighton (1958), voetbalkeeper
- Mark Fulton (1959), voetballer
- Gordon Ramsay (1966), (televisie)kok
- Bernie Gallacher (1967-2011), voetballer